# American Virgin
American Virgin è un film del 2009 diretto da Clare Kilner.

## Trama
Il film racconta le vicende di una ragazza del college, che dopo essersi ubriacata e aver fatto sesso per la prima volta, viene immortalata per errore da un produttore video durante l'atto. La corsa contro il tempo per evitare che il filmato sia mostrato ha inizio.